# قانون الانسحاب من الاتحاد الأوروبي لسنة 2018
قانون الانسحاب من الاتحاد الأوروبي لسنة 2018 المعروف أيضًا باسم قانون الإلغاء الكبير، هو قانون صادر عن برلمان المملكة المتحدة. يهدف القانون إلى إلغاء قانون المجموعات الأوروبية لسنة 1972، ويشترط حصول أي اتفاق انسحاب يتم التفاوض عليه ما بين حكومة المملكة المتحدة والاتحاد الأوروبي على موافقة البرلمان. استكملت عملية الموافقة على القانون في المجلسين المؤلفين للبرلمان بتاريخ 20 يونيو عام 2018، وحصل على الموافقة الملكية ليصبح قانونًا في يوم 26 يونيو.
يهدف هذا القانون إلى «قطع المصدر الذي يُستقى منه قانون الاتحاد الأوروبي في المملكة المتحدة ... وإزالة الصلاحيات التي تتمتع بها مؤسسات الاتحاد الأوروبي لإقرار التشريعات بالنيابة عن المملكة المتحدة». اعتبرته حكومة تيريزا ماي التي دامت خلال الفترة الممتدة من عام 2017 حتى عام 2019 أهم تشريع دستوري أقره البرلمان منذ قانون الجماعات الأوروبية لسنة 1972.
يتيح القانون استمرارية قوانين الاتحاد الأوروبي المعمول بها في المملكة المتحدة بصورة مباشرة، وبذلك «استحدثت فئة جديدة من القانون البريطاني الداخلي ألا وهي قوانين الاتحاد الأوروبي المحفوظة». كذلك يمنح القانون الحكومة بعض الصلاحيات المقيدة من أجل موائمة وإزالة القوانين التي لم تعد ذات صلة.
يمهد هذا القانون للتصديق المستقبلي على اتفاق الانسحاب على اعتباره اتفاقية ستبرم ما بين المملكة المتحدة والاتحاد الأوروبي، وذلك استنادًا على تشريع مسبق صادر عن البرلمان من أجل الموافقة على الشروط النهائية للانسحاب عند اكتمال مفاوضات انسحاب بريطانيا من الاتحاد الأوروبي. حدد القانون يوم 21 يناير عام 2019 (على أبعد تقدير) كمهلة ينبغي على الحكومة خلالها اتخاذ قرار حول كيفية المتابعة في حال عدم توصل المفاوضات إلى اتفاق مبدئي في ما يخص ترتيبات الانسحاب، ووضع إطار عمل يحدد طبيعة العلاقة المستقبلية ما بين المملكة المتحدة والاتحاد الأوروبي، وينبغي على البرلمان مناقشة قرار الحكومة هذا.
كان هذا القانون واحدًا من بين عدد من التشريعات المخطط لها التي ألقت بأثرها على التعاملات الدولية وضبط الحدود، بما في ذلك حركة البضائع.
دخل القانون حيز التنفيذ بالكامل في تمام الساعة 23:00 بتوقيت غرينتش من يوم الجمعة 31 يناير عام 2020، وذلك على الرغم من خضوعه للتعديل بموجب قانون اتفاق الانسحاب من الاتحاد الأوروبي لسنة 2020، والذي أبقى على الآثار المترتبة على قانون الجماعات الأوروبية لسنة 1972 خلال فترة التنفيذ ليقر بصورة رسمية ويدمج اتفاق الانسحاب في القانون الداخلي بعد خروج المملكة المتحدة من الاتحاد الأوروبي بصورة رسمية.

## التبعات والردود

### التأثير على تفويض السلطة
نشرت الحكومة تحليلًا مؤقتًا في شهر مارس من عام 2018 حول حصول الإدارات المفوضة على صلاحيات جديدة بمجرد خروج المملكة المتحدة من الاتحاد الأوروبي. سوف تعود الصلاحيات التي كان يمارسها الاتحاد الأوروبي في ما يتعلق بسياسات إطار العمل المشتركة في الإدارات المفوضة إلى المملكة المتحدة، وهو ما سوف يسمح لممثلي وستمنستر بوضع القواعد في المملكة المتحدة. وسوف يمنح وزراء الإدارات المفوضة صلاحية تعديل التشريعات المفوضة بقصد تصحيح القوانين المعرضة للخلل بعد الانسحاب من الاتحاد الأوروبي. ومع ذلك فإن القانون يمنع الإدارات المفوضة من إقرار تغييرات «غير متسقة» مع تلك التي اقرتها حكومة المملكة المتحدة. من شأن ذلك أن يحد من سلطة الحكومات المفوضة إلى حد كبير، وذلك من خلال منعهم من الإبقاء على قوانين الاتحاد الأوروبي التي عدلتها حكومة المملكة المتحدة على سبيل المثال.

### ويلز
صادقت الجمعية الوطنية لويلز على القانون المشتق من الاتحاد الأوروبي (ويلز) لسنة 2018 في تجاوبهم مع القانون الجديد. دخل القانون حيز التنفيذ بتاريخ 6 يونيو عام 2018، وأُلغي بعد فترة وجيزة من ذلك في يوم 22 نوفمبر عام 2018.

### إسكتلندا
صادق البرلمان الإسكتلندي على مشروع قانون انسحاب المملكة المتحدة من الاتحاد الأوروبي (الاستمرارية القانونية) الخاص في اسكتلندا لسنة 2018 بتاريخ 21 مارس عام 2018. هدف القانون إلى التمهيد للقانون الإسكتلندي القاضي بانسحاب بريطانيا من الاتحاد الأوروبي، غير أنه أحيل إلى المحكمة العليا بغرض تدقيقه بموجب ما نصت عليه المادة رقم 33 من قانون إسكتلندا لسنة 1998، وذلك من أجل تحديد ما إذا كان البرلمان يتمتع بالكفاءة التشريعية التي تخوله من إقرار مثل هكذا قانون. لم يُطالب بمنح الموافقة الملكية على القانون، وذلك بانتظار صدور حكم في هذا الشأن. بدأت جلسة الاستماع في يوم 24 يوليو عام 2018. قضت المحكمة العليا في يوم 13 ديسمبر عام 2018 أن المادة رقم 17 من القانون كانت تقع خارج اختصاص البرلمان الإسكتلندي بموجب ما جاء في قانون إسكتلندا لسنة 1998، ويرجع السبب الجزئي في ذلك إلى منع تعديل قانون إسكتلندا لسنة 1998 (المحظور بموجب الجدول الرابع من قانون إسكتلندا). وكذلك بسبب التعارض الأساسي مع المادة رقم 28 (الفقرة 7) من قانون إسكتلندا، ونظرًا لتعارضها مع قانون الانسحاب من الاتحاد الأوروبي لسنة 2018، والذي أقر في وقت لاحق وغدا نافذًا أثناء استعراض مشروع القانون الإسكتلندي، وبالتالي فإن المشروع «لا يمثل قانونًا» بما يرتبط بتلك المادة. اختلفت حكومتي إسكتلندا والمملكة المتحدة بشدة حول هذه النتيجة.
قال وزير الدولة الإسكتلندي ديفيد مونديل أن المحكمة «قدمت توضيحًا قانونيًا كنا بحاجة ماسة إليه»، وأن القانون «تجاوز صلاحيات البرلمان الإسكتلندي»، ولكن اعتبر وزير اسكتلندا المعني بملف الانسحاب مايكل راسل أن حكومة المملكة المتحدة «غيرت قواعد اللعبة في منتصف المباراة» في «فعل تخريبي من الناحية الدستورية».

### أيرلندا الشمالية
علق عمل الجمعية التشريعية الخاصة بأيرلندا الشمالية. وأصبحت المقاطعة من دون حكومة مفوضة منذ 9 يناير عام 2017 نظرًا لإجراء انتخابات الجمعية العامة في شهر مارس من عام 2017، وظلت على ذلك الحال حتى 11 يناير عام 2020. سحب الحزب الديمقراطي الاتحادي (وهو الحزب المتصدر في الجمعية) دعمه عن الجمعية من خلال تقديم الوزير الأول بول جيفان استقالته في شهر فبراير من عام 2022، وذلك احتجاجًا على بروتوكول شمال أيرلندا المرفق باتفاقية انسحاب بريطانيا من الاتحاد الأوروبي، والتي عارضها الاتحاديون.

### رد الاتحاد الأوروبي
قرر المجلس الأوروبي في يوم 29 يونيو تجديد دعوته للدول الأعضاء ومؤسسات الاتحاد من أجل مضافرة جهودهم من ناحية التأهب على كافة المستويات والاستعداد لجميع النتائج المحتملة، وجاء ذلك بعد سريان القانون في يوم 26 يونيو عام 2018.

### الأحداث التي أعقبت الإقرار
أعلن الحزب الديمقراطي الاتحادي عن اعتزامه عدم دعم أي اتفاق لا يمنح المملكة المتحدة السيطرة الكاملة على حدودها في يوم 2 يوليو عام 2018. كانت الحكومة بحاجة دعم الحزب من أجل الحفاظ على حد الغالبية في العديد من القرارات الرئيسية في مجلس العموم.
أكد المفاوض الرئيسي للاتحاد الأوروبي ميشيل بارنييه لرئيسة الوزراء أن الاتحاد الأوروبي لن يوافق على مناقشة ملف التجارة حتى يتم التوصل إلى اتفاق بشأن شروط الانسحاب، وجاء ذلك عقب اجتماع عقد لمناقشة آخر تطورات المفاوضات. في يوم 2 يوليو عام 2018، أبلغت رئيسة الوزراء مجلس العموم أنها حذرت قادة الاتحاد الأوروبي بأنها لا تعتقد أن البرلمان سيوافق على اتفاق الانسحاب في الخريف «إلا في حال توضح طبيعة علاقتنا المستقبلية معهم».